# Die Weltrose
Die Weltrose (russisch: Роза Мира „Rosa Mira“) ist das 1958 beendete Hauptwerk des Poeten und Mystikers Daniil Andrejew.

## Entstehungsgeschichte
Während seiner Gefangenschaft zur Stalinzeit (1947–1957) in Wladimir hatte Andrejew „mystische Visionen“ und begann sein Werk Rosa Mira zu schreiben, welches er erst nach seiner Freilassung im Jahre 1958 beendete. Seine Werke wurden immer wieder konfisziert und vernichtet. Trotzdem schrieb er weiter – auf Zeitungsrändern und Einwickelpapier. Mitgefangene halfen, diese Texte zu verbergen. Mit seiner Entlassung konnte er das umfangreiche Material nicht aus dem Gefängnis heraustragen. Dies gelang aber seiner Frau, Alla Andrejewa, wobei der Gefängnisdirektor ihr eigenhändig den Sack mit den Handschriften übergab. Es folgte eine Zeit der ununterbrochenen redaktionellen Bearbeitung der Handschriften. Kurz vor seinem Tode übergab er dieses Werk seiner Frau. Das Ende des Chruschtschowschen Tauwetters nahte und die Zügel wurden unter Breschnew wieder stark angezogen. Eine Fassung des Buches wurde in einem Wald im Nordkaukasus, wo Andrejew kurz vor seinem Tod einige Monate mit seiner Frau verbrachte, unter einem Baum vergraben. Eine zweite Fassung des Manuskripts wurde zu Hause aufbewahrt und dreißig Jahre unter Verschluss gehalten, immer von der Gefahr bedroht, entdeckt und vernichtet zu werden. Die Handschriften selbst, so wie sie aus dem Gefängnis herausgebracht worden waren, sind nach England überführt worden. Das Buch wurde in den 80er-Jahren in der Sowjetunion abgeschrieben und abfotografiert und im Selbstverlag (Samisdat) gedruckt. 1991 wurde es offiziell veröffentlicht. Ab 2003 begannen die Arbeiten für die deutsche Ausgabe beim Verlag Wega.

## Inhalt
Dieses Buch entwirft eine Vision von der Entstehung und Entfaltung des Universums aus dem Ringen zweier polarer Kräfte und stellt die Erde als eine Zusammenballung von verschiedenen Materiearten dar. Die Entwicklung der Erde, der Menschheit sowie die persönliche Entwicklung jedes Individuums wird im Zusammenhang mit den universellen Gesetzen originell und logisch zugleich betrachtet.
Dieses Werk wird in der deutschen Fassung in drei Bände unterteilt:

### Band 1
Die Bücher I bis VI sind 2005 erschienen. Der Band beinhaltet die Kosmologie des Autors. Schwerpunkte sind die Herkunft und die Aspekte des Guten und des Bösen, Überwindung der Gegenüberstellung von Wissenschaft und Religion, die Notwendigkeit einer ethischen Instanz über den Staaten, Religionen als metaphysische Teilwahrheiten und ihre gegenseitige Annäherung als eine Zukunftschance für die Menschheit, Verbrüderung der christlichen Strömungen und ihre Toleranz den anderen Konfessionen gegenüber, die Hierarchien der mit der Erde verbundenen Daseinsschichten. Das Werden einer menschlichen Monade, das Verhältnis des Menschen zum Tier- und Pflanzenreich und die Weltweiblichkeit („Sventa-Sventana“) als ein im Christentum verschwiegener Aspekt Gottes.

### Band 2
Die Bücher VII bis X, veröffentlicht 2007, enthalten eine Analyse der russischen Geschichte im Lichte der Kosmologie Andrejews. Dabei geht er auf die Kunst- und Kulturgeschichte Russlands sowie auf die Boten, Genies und Propheten unter den russischen Künstlern ein.

### Band 3
Die Bücher XI und XII der Rosa Mira erschienen im Frühjahr 2009. Sie beschreiben die Gegenwart Daniil Andrejews und die metaphysischen Hintergründe und die Abgründe der stalinistischen Zeit. Behandelt werden der Zweite Weltkrieg, die Gefahr einer weltweiten Tyrannei sowie Gedanken über den edlen Menschen von morgen, die Interreligion, die Apokalypse und den Übergang der Erde in eine neue materielle Qualität.

## Übersetzungen
- 1991 polnisch: Róża Świata (fragm.)
- 1995 spanisch: La Rosa del mundo y su lugar en la historia
- 1996 tschechisch: Růže světa: metafilosofie historie
- 1997 englisch: The Rose of the World. The Metaphilosophy of History (Bu. I–VI)
- 2005–2009 deutsch: Rosa Mira – Die Weltrose